# Serieåret 1981

## Händelser

### Februari
- Februari - Jenette Kahn väljs till ordförande för DC Comics och efterträder Sol Harrison. Han behåller titeln förläggare, som han innehaft sedan 1976.[1][2]

### Okänt datum
- I Sverige startas serietidningen Atlantic Special.[3]
- Boken Barn – Serier – Samhälle från 1954 av läkaren Nils Bejerot återutges av föreningen Folket i Bild/Kulturfront. Vid denna tid har dock serietidningsdebatten avtagit, och fokus flyttats till andra medier.[4]

## Pristagare
- 91:an-stipendiet: Magnus Knutsson
- Adamsonstatyetten: Gunnar Persson, Gérard Lauzier

## Utgivning
- Kalle Ankas Pocket 38: Stål-Kalle på nya äventyr

### Album
- Asterix på irrvägar[5]
- Den enarmade banditen (Lucky Luke)[6]

## Födda
- 13 maj - Maria Borgelöv, svensk illustratör och serietecknare.
- Joshua Luna, amerikansk serietecknare.

## Avlidna
- 24 april: Howard Purcell, 62.[7]
- 2 november: Wally Wood, 54,

### Fotnoter
1. ↑  "Executive Shifts at DC" Amazing Heroes #1 (juni 1981) p. 25
2. ↑   "Harrison Retires from DC Presidency" Amazing Heroes #1 (juni 1981) pp. 31-32
3. ↑  Seriesamlarna
4. ↑  Swecomics
5. ↑  ”Tintin”. Arkiverad från originalet den 13 februari 2011. https://web.archive.org/web/20110213010603/http://www.asterix.com/books/albums/. Läst 12 mars 2011.
6. ↑  ”Lucky Luke på svenska”. Arkiverad från originalet den 11 november 2014. https://web.archive.org/web/20141111004811/http://www.visit.se/~dampgrodan/album_kronolog.html. Läst 12 mars 2011.
7. ↑  "Howard Purcell Dies" Amazing Heroes #3 (Aug. 1981) p. 23